# Канава (Нижньотагільський міський округ)
Кана́ва (рос. Канава) — селище у складі Нижньотагільського міського округу Свердловської області.
Населення — 13 осіб (2010, 10 у 2002).
Національний склад станом на 2002 рік: росіяни — 90 %.